# Turbinaria patula
Turbinaria patula là một loài san hô trong họ Dendrophylliidae. Loài này được Dana mô tả khoa học năm 1846.